# Deficit spending
Unter dem Anglizismus deficit spending (deutsch Defizitfinanzierung) wird in der Haushalts- und Konjunkturpolitik eine Politik verstanden, durch die der Staat sich (höher) verschuldet, um dadurch (direkt durch staatlich vergebene Investitionen, indirekt durch Steuersenkungen oder Transferleistungen) verstärkte Nachfrage zu generieren, wodurch insbesondere während Rezessionen die Wirtschaft angekurbelt werden soll (Anschubfinanzierung).
Haushaltstechnisch handelt es sich beim „deficit spending“ um einen Überschuss der Staatsausgaben über die Staatseinnahmen der öffentlichen Haushalte (Haushaltsdefizit), um im Zustand der Unterbeschäftigung (Arbeitslosigkeit) einen Nachfrageeffekt zu erzielen. Die hierdurch entstehenden Staatsschulden sollen in idealtypischer Weise in einer Expansions- oder in einer Hochkonjunkturphase (antizyklisch) durch Haushaltsüberschüsse wieder ausgeglichen werden.

## Die Konjunkturtheorie von Keynes
Nach der Konjunkturtheorie von John Maynard Keynes kommt es bei einem Rückgang der Investitionen und der Kreditaufnahme wegen überhöhten Realzinsen wie etwa in einer Deflation zu einem schweren Einbruch der Güternachfrage. Denn die Ersparnis muss stets im gleichen Maße wie die Kreditaufnahme sinken, und dies geschieht durch die mit der Wirtschaftskrise sinkenden Einkommen. Bei Keynes ist die Ersparnis von der Höhe der Einkommen bestimmt, und über die Konjunktur erzwingt der Rückgang der Verschuldung und damit der Ersparnis die entsprechend geringen Einkommen. Dabei sinken die Einkommen wegen der meist niedrigen Sparquote um ein Vielfaches des Rückgangs der Investitionen und der Verschuldung. Durch die Verschuldung des Staates kann die Ersparnis der Privathaushalte in genau diesem Umfang zunehmen, und damit steigen die privaten Einkommen entsprechend der Sparquote um ein Vielfaches des Staatsdefizits. Die Sparquote bestimmt den Multiplikatoreffekt der Staatsverschuldung auf das Volkseinkommen. Der Rückgang von Investition und Kreditaufnahme ist nach Keynes die Ursache der Krise, und daher soll der Staat sich verschulden, um die Krise zu beenden, bis durch bessere Geschäftsaussichten die private Investition und Verschuldung wieder anspringt.
Eine Erhöhung der staatlichen Nachfrage bewirkt einen Anstieg der Gesamtnachfrage und somit einen Anstieg des Gesamtangebots. Die implizierte Ausweitung der Produktion führt zu einer Erhöhung des Volkseinkommens. Das gestiegene Einkommen führt zu einer höheren Konsumgüternachfrage, was wiederum zu einer höheren Produktion führt (Multiplikatoreffekt). Auf dem Kapitalmarkt komme zu einem Zinsanstieg, welcher eine niedrigere Investitionsgüternachfrage impliziert – es komme zu einem sogenannten partiellen 'crowding-out', weil das Modell unterstellt, dass die Notenbank das Geldangebot bei wachsender Wirtschaft nicht erhöhe. Dieser Annahme des Modells hat aber bereits John Hicks, dessen Urheber, von Anfang an widersprochen.
Richard Ferdinand Kahn, ein enger Mitarbeiter von Keynes, hatte erstmals 1931 einen Essay zum Multiplikator publiziert und bereits betont, dass das Bankensystem in einer Krise immer in der Lage sei, zusätzlichen Kredit ohne Zinsanstieg und Hemmung der privaten Investition zu schaffen. Dabei wird vorausgesetzt, dass die Zentralbank einen Anstieg von Beschäftigung und Konjunktur nicht zum Anlass einer restriktiveren Kreditpolitik nimmt, anderenfalls wäre jede Maßnahme für mehr Beschäftigung vergeblich, sogar das Warten auf die Erholung der Weltwirtschaft.

## Functional Finance
Das Konzept des deficit spending geht auf Keynes zurück. Allerdings definierte Keynes die Situation des Gleichgewicht bei Unterbeschäftigung für die schwere Krisensituation der Weltwirtschaftskrise. In dieser Zeit propagierte er prominent die Notwendigkeit der staatlichen Konjunkturstimulierung durch eine kreditfinanzierte Erhöhung der Staatsausgaben, etwa in seinem Open Letter To President Roosevelt (1933). Inwieweit er deficit spending gegen gewöhnliche Wirtschaftszyklen als empfehlenswert ansah, ist umstritten.
Nach der auf Abba P. Lerner zurückgehenden neukeynesianistischen Theorie der functional finance soll der Staat durch eine kontinuierliche antizyklische Wirtschaftspolitik den Wirtschaftszyklus begradigen, um bestimmte Ziele einschließlich Vollbeschäftigung zu erreichen. Ein auf diese Theorie zurückgehendes wirtschaftspolitisches Konzept ist beispielsweise die Globalsteuerung.

## Einwände gegenüber Deficit spending
Kritiker werfen dem deficit spending vor, dass es bestimmte Wirtschaftszweige einseitig bevorteile (z. B. die Bauwirtschaft und die Rüstungsindustrie), man spricht hier von Strukturblindheit. Außerdem führten hohe Staatsausgaben zu Überschuldung und Inflation bei gleichzeitiger Stagnation (Stagflation). Zudem berge eine hohe Staatsnachfrage die Gefahr von Verdrängungseffekten (in der Literatur ist auch häufig vom Crowding-out-Effekt die Rede). Durch die steigenden Staatsausgaben würden bei einem als begrenzt vorgestellten Kapitalangebot die Kreditzinsen steigen und nichtstaatliche Investitionen daher verdrängen (wobei es sich hier um einen teilweisen Trugschluss handelt). Eine solche Fiskalpolitik könne eine Wirtschaftskrise daher nicht grundlegend bekämpfen. Außerdem konnte in der Vergangenheit ein Abbau des öffentlichen Schuldenstandes in Zeiten besserer Konjunktur so gut wie nie beobachtet werden – günstigstenfalls kam es zu einer geringeren Neuverschuldung. Erklärungen dafür finden sich u. a. in der public choice Theorie, welche ökonomische Erklärungen für politisches Verhalten aufzeigt. In Verbindung mit dem Medianwählertheorem erklärt sich, dass Politiker folglich (zumindest offensichtlich erkennbare direkte) Steuererhöhungen vermeiden, um ihre Wiederwahl nicht zu gefährden. Ein weiterer Kritikpunkt sei das Außerachtlassen von Wirkungsverzögerungen (Verzögerungseffekt) zwischen dem Erfordernis und der Wirkung von Fiskalpolitik. Eine ursprünglich antizyklisch angelegte Maßnahme könne erst in der nächsten Konjunkturphase ihre Wirkung entfalten und in der dann vorherrschenden Situation prozyklisch wirken, wobei die Ankündigung konjunkturpolitischer Maßnahmen die Marktstimmung unverzüglich drehen kann, Vorsichtskassen reduzieren und Investitionstätigkeit anregen könne.